# 더 엑스
"더 엑스"은 2013년에 제작한 대한민국의 영화이다.

## 캐스팅
- 강동원 : X 역
- 이솜 : 핑거스 역
- 김희원 : 보스 역
- 조덕제 : R 역
- 양명헌 : 보스수하 1 역
- 신민아 : 미아 역 (특별출연)